# Giant’s Hills
Die Giant’s Hills sind unter Schutz stehende Non-megalithic monuments südöstlich vom Weiler Ulceby, in der Nähe der römischen Altstraße Bluestone Heath Road, heute Skegness Road oder (A1028) nördlich von Skendleby in Lincolnshire in England. Hier liegen die Reste dreier Grabhügel.

## Giants Hills 1
Giants Hills 1 liegt 70 m über dem Meeresspiegel an der Südseite des Tales. Er ist Südost-Nordwest orientiert und folgt den Hangkonturen. Mit etwa 64,0 m Länge und einer Breite von 23,0 Metern ist er der kürzeste der drei Grabhügel, aber der mit Abstand am besten erhaltene der Gruppe. Er wurde zwischen 1933 und 1934 von Charles William Phillips (1901–1985) ausgegraben. Er fand ein großes Holzgehege, das eine kleine Plattform aus Kreideblöcken enthielt. Auf den Blöcken lagen die Reste von sieben Erwachsenen und einem Kind. Am nordwestlichen Ende des Hügels lag eine Reihe von acht Pfosten, die die Anzahl der Bestattungen anzeigen könnte. Wie viele Hügelgräber ohne Steineinbauten hatte der Grabhügel eine Fassade aus gespaltenen Balken, die im Südosten eine halbmondförmige Exedra bildeten. Es wurde vermutet, dass die Balken skulptiert oder bemalt waren. Von der Exedra aus verliefen zwei Pfostenreihen fast über die gesamte Hügellänge. Der Hügel war von einem umlaufenden Graben mit einem schmalen Damm am nordwestlichen Ende umgeben.

## Giant’s Hills 2
Giant’s Hills 2 liegt tiefer am Hang, 55 m über dem Meeresspiegel. Aufgrund von Überpflügung überlebt er nur als leichte Bodenwelle. Er war ursprünglich etwa 77,0 Meter lang und 19 Meter breit. Er ist ebenfalls Südost-Nordwest orientiert. Die 1991 veröffentlichten Ergebnisse der Ausgrabungen von Evans und Simpson zeigen, dass der Hügel trapezförmig war und einen vollständig umschließenden äußeren Graben hatte.
Der dritte Hügel überlebt nur als Erdverfärbung. Er lag 75 m über dem Meeresspiegel und maß etwa 76,0 × 23,0 Meter.
Die Grabhügel stammen aus der Jungsteinzeit und bilden ein Gegenstück zu den besser erhaltenen Deadmen’s Graves etwa 1,6 km nordöstlich.